# Dr. Zoidberg
Doktor John Zoidberg je jedan od glavnih likova u tv seriji Futurama. On je vanzemaljac nalik na jastoga (iako se katkad vide dijelovi hobotnice ili lignje, između ostalih) s planeta Decapod 10, radi kao liječnik u kompaniji Planet Express, iako zna vrlo malo o fiziologiji ljudi. Zoidbergu glas daje Billy West i priča sa židovskim naglaskom.

## Vanjske poveznice
- Stranica dr. Zoidberga  Arhivirana inačica izvorne stranice od 27. rujna 2007. (Wayback Machine) u Futuraminoj enciklopediji
- Crustacean Notes - web stranice Dr. Zoidberga